# Chewy Chewy (album)
Chewy Chewy è un album del gruppo musicale statunitense Ohio Express.

## Tracce
1. Chewy Chewy
2. Nothing Sweeter Than My Baby
3. So Good, So Fine
4. 1, 2, 3, Red Light
5. Yes Sir
6. Let It Take You
7. Little Girl
8. Fun
9. Firebird
10. Simon Says
11. Down In Tennessee